# يوبوكي
يوبوكي هي منطقة سكنية تقع في إقليم دخيل. يقدر عدد سكانها بـ 644 نسمة وترتفع عن مستوى سطح، البحر 250 متر.

## التاريخ
تأسست يوبوكي كمركز عسكري فرنسي عام 1946، وشيدت المباني خلال الفترة ما بين شهري يوليو ونوفمبر من عام 1947 في موقع أحد الآبار. وعُقِد أول اجتماع ما بين الجنود الفرنسيين الذين باشروا ببسط سيطرتهم على المنطقة وممثلون عن سلطان أوسا محمد يايو في الموقع هذا. واُفتتِحت درسة للسكان المحليين من البدو عام 1958. كان عدد سكان يوبوكي عام 1968 حوالي 200 نسمة معظمهم من العفر. تعرض مُدرّس فرنسي للخطف في يوبوكي عام 1979.
نقلت تقارير عن وقوع هجمات بالقنابل على يد مجرم مجهول في منتصف شهر مايو عام 1990، مما ألحق أضراراً في المنشآت الكهربائية والعسكرية بالبلدة. جرى نشر قوات عسكرية من الفوج الخامس للبحرية الفرنسية لما وراء البحار في كل من يوبوكي وأوبوك وتاجوة، بسبب الصراع الدائر في المنطقة بين الحكومة والمتمردين منذ 28 مارس عام 1992. فيما أُخرِج المتمردون من غورابو. وفقاً لما ورد في تقرير صادر عن منظمة العفو الدولية يعود لأكتوبر 1993 فقد «أفادت التقارير أن 50 مدنياً أُعدِموا خارج نطاق القضاء على أيدي القوات الحكومية بعد انسحاب قوة تابعة لحزب الجبهة من أجل استعادة الوحدة والديمقراطية من القرية». استطاع الجيش الإثيوبي بسط سيطرته على المنطقة في أواخر نوفمبر حتى ديسمبر من عام 1998. ولكن استعاد الجيش الجيبوتيّ سيطرته عليها في شهر فبراير من عام 1999.

## النقل
تعد يوبوكي متصلة من ناحية النقل بصورة جيدة حيث يربطها الطريق السريع رقم 1 والطريق السريع رقم 7 والطريق السريع رقم 8 وتؤدي هذه الطرق السريعة إلى مدن مثل دخيل وغالافي ودوبي ومدينة جيبوتي.

## الجغرافيا والمناخ
تقع يوبوكي في التلال على ارتفاع قدره 250 متر فوق مستوى سطح البحر ويصل الارتفاع إلى 972 متر في بابا ألو. تحيط حديقة يوبوكي الوطنية بالبلدة ووادي هانل في المناطق المجاورة. تعد المنطقة عرضة للزلازل والانهيارات الأرضية.
| البيانات المناخية لـيوبوكي        | البيانات المناخية لـيوبوكي | البيانات المناخية لـيوبوكي | البيانات المناخية لـيوبوكي | البيانات المناخية لـيوبوكي | البيانات المناخية لـيوبوكي | البيانات المناخية لـيوبوكي | البيانات المناخية لـيوبوكي | البيانات المناخية لـيوبوكي | البيانات المناخية لـيوبوكي | البيانات المناخية لـيوبوكي | البيانات المناخية لـيوبوكي | البيانات المناخية لـيوبوكي | البيانات المناخية لـيوبوكي |
| الشهر                             | يناير                      | فبراير                     | مارس                       | أبريل                      | مايو                       | يونيو                      | يوليو                      | أغسطس                      | سبتمبر                     | أكتوبر                     | نوفمبر                     | ديسمبر                     | المعدل السنوي              |
| --------------------------------- | -------------------------- | -------------------------- | -------------------------- | -------------------------- | -------------------------- | -------------------------- | -------------------------- | -------------------------- | -------------------------- | -------------------------- | -------------------------- | -------------------------- | -------------------------- |
| متوسط درجة الحرارة الكبرى °م (°ف) | 29.9 (85.8)                | 30.2 (86.4)                | 32.3 (90.1)                | 34.4 (93.9)                | 37.6 (99.7)                | 40.4 (104.7)               | 40.3 (104.5)               | 39.2 (102.6)               | 37.6 (99.7)                | 34.6 (94.3)                | 31.8 (89.2)                | 30.2 (86.4)                | 34.9 (94.8)                |
| متوسط درجة الحرارة الصغرى °م (°ف) | 20.5 (68.9)                | 22.0 (71.6)                | 23.5 (74.3)                | 25.2 (77.4)                | 27.7 (81.9)                | 30.0 (86.0)                | 28.4 (83.1)                | 28.0 (82.4)                | 28.7 (83.7)                | 24.9 (76.8)                | 22.3 (72.1)                | 21.0 (69.8)                | 25.2 (77.3)                |
| معدل هطول الأمطار مم (إنش)        | 6 (0.2)                    | 6 (0.2)                    | 3 (0.1)                    | 7 (0.3)                    | 4 (0.2)                    | 3 (0.1)                    | 44 (1.7)                   | 54 (2.1)                   | 20 (0.8)                   | 2 (0.1)                    | 4 (0.2)                    | 4 (0.2)                    | 157 (6.2)                  |
| المصدر #1: موقع Climate-Data.org  |                            |                            |                            |                            |                            |                            |                            |                            |                            |                            |                            |                            |                            |
| المصدر #2: موقع Levoyageur        |                            |                            |                            |                            |                            |                            |                            |                            |                            |                            |                            |                            |                            |

## وصلات خارجية
- صور أقمار صناعية
- صور فوتوغرافية